# Coats Group
Coats Group plc ist ein in seinen Anfängen auf die erste Hälfte des 18. Jahrhunderts zurückgehendes britisches Unternehmen mit bedeutenden deutschen Wurzeln. Es ist weltweit der größte Hersteller von Näh- und Handarbeitsgarnen, der zweitgrößte Hersteller von Reißverschlüssen und einer der größten Hersteller von Handarbeitszubehör wie beispielsweise Näh- und Stricknadeln.

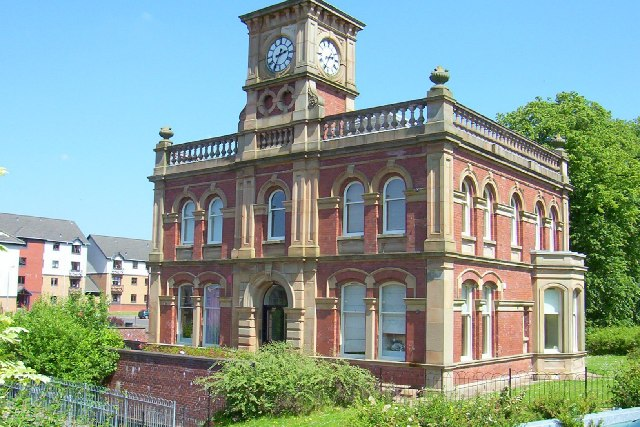
Erster Firmensitz der Coats Group Ferguslie Thread Mills in Paisley, Schottland

## Standorte in Deutschland
- Herbolzheim, Näh-, Häkel-, Stick-Garne für den Handel
- Salach, Handstrickgarne
- Hamburg, Großhandel
- Westrhauderfehn, Reißverschlüsse für Handel und Industrie

In Österreich betrieb das Unternehmen von 1923 bis 1991 die Firma Harlander Coats in St. Pölten als Eigentümer.

## Geschichte
Die Geschichte des Unternehmens begann mit der Gründung einer Nadelfabrik  durch Henry Milward im Jahr 1730 in Redditch, Großbritannien. 1755 eröffneten James und Patrick Clark in Paisley, Schottland, ein Unternehmen für Webstuhlausrüstung und Seidenfäden, aus dem Coats wurde. In den 1770er Jahren wurde James Coats Senior in Paisley, Schottland geboren. Im Jahr 1806 erfand Patrick Clark eine Methode, Baumwolle zusammenzudrehen, um Seide zu ersetzen, die aufgrund der französischen Blockade Großbritanniens nicht verfügbar war.  Er eröffnete 1812 die erste Fabrik zur Herstellung von Baumwollgarn. Im Jahr 1864 begann die Familie Clark mit der Produktion in Newark, New Jersey, USA, als Clark Thread Co.
Im Jahr 1802 gründete James Coats ebenfalls in Paisley eine Weberei. 1826 eröffnete er in Ferguslie eine Baumwollspinnerei, um sein eigenes Garn herzustellen, und nach seinem Ruhestand 1830 übernahmen seine Söhne James und Peter das Geschäft unter dem Namen J. & P. Coats. Das Unternehmen expandierte international, insbesondere in die USA. Im Jahr 1890 wurde Coats an der  Londoner Börse notiert. Im Jahr 1896 schlossen sich die Firmen der Familien Coats und Clarks zu J&P Coats Ltd. zusammen. Zu dieser Zeit hatte das Unternehmen einen Marktwert von 22 Mio. £, über 50.000 Angestellte und wahrscheinlich 25.00 Aktionäre. Im Jahre 1912 war J&P Coats eine der größten Firmen der Welt mit einer Marktkapitalisierung von 300 Mio. £.
In den Jahren 1900–1980 wuchs Coats kontinuierlich. In den letzten Jahrzehnten des 20. Jahrhunderts wurden die Geschäfte schwieriger und das Unternehmen musste nach neuen Strategien suchen, um zu überleben. 1986 entstand durch eine Fusion mit Vantona Viyella das neue Unternehmen Coats Viyella. In den 1990ern erwarb Coats Viyella die Unternehmen Tootal Thread,  Rowan Yarns und Barbour Thread.
Im Jahr 2003 wurde Coats Viyella von Guinness Peat Coats übernommen und von der Börse genommen. Im Jahr 2015 kehrte das Unternehmen als Coats Group plc an die Londoner Börse zurück. Im Jahr 2017 wurde  Coats Group plc in den Index FTSE 250 mit einer Marktkapitalisierung von 1 Mrd. £ aufgenommen.
2019 wurden FastReact und ThreadSol übernommen sowie 2020 Pharr HP in den USA. Ferner wurden im Jahr 2022 die Firmen Texon und  Rhenoflex übernommen.